# Lenguas mazatecas
Las lenguas mazatecas son un grupo de lenguas indígenas de México, estrechamente emparentadas, que se hablan en el norte del estado de Oaxaca y en algunas poblaciones de los estados de Puebla y Veracruz. Formalmente, el mazateco no es una lengua homogénea, sino que consta de un conjunto de variedades lingüísticas que podrían considerarse lenguas diferentes debido al grado de divergencia existente entre ellas. La variante de mazateco de Huautla de Jiménez es la que tiene mayor número de hablantes. El número total de hablantes superaba los 235 mil que se traduce a un 5.3% en 2020.

## Nombre de la lengua
El término 'mazateco' es un exónimo de origen náhuatl que significa "personas de los venados". "Existen dos razones probables por las cuales fueron llamados de esta manera: la primera es la abundancia que había de dicho animal en sus tierras; la segunda es que le rendían culto a un tótem con la figura de venado."

## Estatus oficial
Esta lengua junto con todas las lenguas indígenas de México y el español fueron reconocidas como "lenguas nacionales" en la Ley General de Derechos Lingüísticos de los Pueblos Indígenas, promulgada y publicada en el año 2003. 

## Clasificación
Desde el punto de vista filogenético las lenguas mazatecas pertenecen a la rama popolocana de la familia de lenguas otomangues.

## Estudios sobre el mazateco
En un artículo de 2017, el lingüista Jonathan Daniel Vielma Hernández recopiló un panorama de los estudios lingüísticos sobre el mazateco. A continuación se nombran algunos de estos:

### Estudios en elsigloXIX
En 1860 aparece la oración del Padre Nuestro en dos variantes de mazateco en la Colección polidiómica mexicana.
En 1892 Francisco Belmar escribió Ligero estudio sobre la lengua mazateca (1892) -dedicado a Porfirio Díaz y Justo Zaragoza. Se explican los casos nominativo, genitivo, dativo, acusativo y ablativo; las principales raíces; así como una narración bíblica intitulada Ga kie Eva 'La muerte de Eva'.
En 1865, Francisco Pimentel, en el segundo volumen de Cuadro descriptivo y comparativo de las lenguas indígenas de México, recupera la oración del Padre Nuestro mencionada más arriba e identifica algunas palabras análogas a palabras del mixteco y zapoteco, por lo que se agrupa en el mismo grupo.
En 1891 se publica The American race: A linguistic classification and ethnographic description of the native tribes of North and South America en el que el lingüista Daniel Brinton sigue la clasificación de Pimentel y clasifica al mazateco en el grupo zapoteco-mixteco.
En 1892, la American Philosophical Society, presenta el ensayo On the Mazatec language of Mexico and its affinities en el que se compara el mazateco con el chiapaneco y dos lenguas chibchas, con los datos de un vocabulario hecho por Alphonse Pinart (recolectado durante el gobierno de Maximiliano de Habsburgo). En este estudio se afirma que el nombre de la lengua proviene de la palabra náhuatl mazatecatl, cuyo plural es mazateca, significa 'gente venado' o 'gente del venado' (deer people).
En 1897, Antonio Peñafiel publica el apartado de Francisco Belmar "Nombres geográficos del estado de Oaxaca" en Nomenclatura geográfica de México. En este texto se presenta la etimología toponímica de palabra en mazateco y otras lenguas otomangues como el chinanteco, chocholteco, mixe, mixteco, triqui y zapoteco.
En 1900, el etnógrafo Frederick Starr publica Notes upon the ethnography of southern Mexico, en el que incluye un vocabulario comparativo del chinanteco, chocho, chontal, huave, mazateco, mixe, tepehua, totonaco y triqui.

### Estudios en elsigloXX
En 1902 en el Congreso Internacional de Americanistas, el lingüista e indigenista oaxaqueño Francisco Belmar presenta un trabajo titulado "Indian tribes of the state of Oaxaca and their languages" en el que afirma que el mazateco presenta las mismas características morfológicas del amuzgo, y "una formación más arcaica que el mixteco".
Más tarde, en 1905, este mismo lingüista muestra ejemplos de palabras monosilábicas del amuzgo, cuicateco, chatino, chinanteco, chocho, mazateco, mixteco, otomí, popoloca, triqui y zapoteco en su libro Lenguas indígenas de México. También explica cómo los verbos del mazateco se reconocen por los prefijos ki-, ti-, tsu-, tsi- para el tiempo presente; el prefijo ki- para el pasado y el sufijo -ra para el futuro, aunque en algunos verbos se marca con los prefijos kuy kui-.
En 1912, William Mechling agrupa dentro de la familia mazateca al chocholteco, ixcateco, mazateco, popoloca y triqui.
Ocho años más tarde, en 1920, Walter Lehmann publica "Mazatekische Sprache" en su obra de dos volúmenes Zentral Amerika. En ella recopila los vocabularios que habían utilizado Brinton y Belmar, además de léxico de Huehuetlán y Huautla. Este último lo tenía  Eduard Seler, "aunque originalmente había pertenecido al canónigo Hipólito Ortiz y Camacho". Lehmann también compara el mazateco con el chiapaneco, chocholteco, ixcateco, mazateco y triqui y al final de su texto presenta una tabla con los numerales del 1 al 20 en chiapaneco, chocholteco, ixcateco, mangue, mazahua, mazateco, otomí, pirinda, popoloca, tepehua y triqui.
En 1925, Pablo González Casanova (uno de los primeras lingüistas mexicanos entrenados académicamente), ratifica el parentesco propuesto por Mechling entre el chocholteco, ixcateco, mazateco y popoloca y descubre que la numeración entre estos idiomas es muy parecida además de que hay semejanzas con la lengua otomí. De modo que renombra la familia mazeteca como familia popoloca, integrada por chocholteco, mazateco y popoloca.

## Variedades
De acuerdo con el INALI, las dieciséis variantes del mazateco son:
- Mazateco del noroeste
- Mazateco de la presa bajo
- Mazateco del este bajo
- Mazateco del sur
- Mazateco del sureste
- Mazateco de Eloxochitlán
- Mazateco del centro
- Mazateco del suroeste
- Mazateco de Huehuetlán
- Mazateco de Tecóatl
- Mazateco de la presa alto
- Mazateco del oeste
- Mazateco del norte
- Mazateco de Ocopetatillo
- Mazateco de Acatepec
- Mazateco de Puebla

En 1950 se publicó un libro de frases mazateco-español de la viariante de Huautla de Jiménez (Oaxaca). En 1954, la variante de Soyaltepec (Oaxaca), fue registrada en múltiples cartillas del Instituto Lingüístico de Verano. Esto fue cuatro años antes de que la comunidad fuera aislada por la construcción de la presa hidroeléctrica Miguel Alemán.

## Descripción lingüística
Como otras lenguas otomangues, las variantes de mazateco son lenguas tonales. La tonía permite la existencia de formas silbadas de esta lengua.

## Caracteres especiales
La escritura del mazateco utiliza caracteres para representar los siguientes fenómenos: nasalización, preaspiración y posaspiración.

## Creadores en lengua mazeteca
Juan Gregorio Regino (1962) es poeta y etnolingüística mazateco, miembro de la Academia Mexicana de la Lengua y Premio Nezahualcóyotl de Literatura en Lenguas Indígenas, es originario de Chichicazapa, San Miguel Soyaltepec en Oaxaca.
Cecilia Rivera, conocida como Ailicec Rivera "Jta Fatee" (en castellano: voz brillante) es una cantautora en mazateco y español originaria de Barranca Seca, Huautla de Jiménez